# Zgornje Prebukovje
Zgornje Prebukovje este o localitate din comuna Slovenska Bistrica, Slovenia, cu o populație de 165 de locuitori.